# Eragrostis cubensis
Eragrostis cubensis är en gräsart som beskrevs av Albert Spear Hitchcock. Eragrostis cubensis ingår i släktet kärleksgrässläktet, och familjen gräs. Inga underarter finns listade i Catalogue of Life.